# SIG Sauer P230
Die SIG Sauer P230 ist eine kleine halbautomatische Pistole.

## Technik
Die P230 verfügt über einen einfachen Masseverschluss und über einen Entspannhebel am oberen Rand des linken Griffstücks. In ihren Abmessungen und Aufbau ähnelt sie deshalb stark der Walther PP. Die Waffe ist recht flach, der Hahn steht nur wenig hervor. Damit kann sie gut verdeckt geführt werden.
1996 wurde die P230 durch das Modell P232 ersetzt, dieses bietet als Neuerung eine automatische Schlagbolzensicherung.